# Saint-Deniscourt
Saint-Deniscourt is een gemeente in het Franse departement Oise (regio Hauts-de-France) en telt 96 inwoners (2009). De plaats maakt deel uit van het arrondissement Beauvais.

## Geografie
De oppervlakte van Saint-Deniscourt bedraagt 4,6 km², de bevolkingsdichtheid is dus 20,9 inwoners per km².
De onderstaande kaart toont de ligging van Saint-Deniscourt met de belangrijkste infrastructuur en aangrenzende gemeenten.

## Demografie
Onderstaande figuur toont het verloop van het inwonertal (bron: INSEE-tellingen).